# King’s Man: Pierwsza misja
King’s Man: Pierwsza misja (oryg. The King’s Man) – brytyjsko-amerykański szpiegowski film akcji z 2021 roku na podstawie serii komiksów o fikcyjnej organizacji o tej samej nazwie wydawnictwa Icon Comics. Za reżyserię filmu odpowiadał Matthew Vaughn na podstawie scenariusza, który napisał razem z Karlem Gajdusekiem. W rolach głównych wystąpili: Ralph Fiennes, Gemma Arterton, Rhys Ifans, Matthew Goode, Tom Hollander, Harris Dickinson, Daniel Brühl, Djimon Hounsou i Charles Dance.
Film opowiada rewizjonistyczną wersję wydarzeń związanych z Wielką Wojną oraz ukazuje narodziny szpiegowskiej organizacji „Kingsman”. Jest to prequel filmów Kingsman: Tajne służby z 2014 i Kingsman: Złoty krąg z 2017 roku.
Światowa premiera Pierwszej misji miała miejsce 6 grudnia 2021 roku w Londynie. W Polsce film zadebiutował 5 stycznia 2022 roku. Pierwsza misja przy budżecie szacowanym na 95 milionów dolarów zarobiła prawie 126 milionów i otrzymała mieszane oceny od krytyków.

## Streszczenie fabuły
W 1902 roku Orlando, książę Oksfordu, pracując dla Czerwonego Krzyża wraz z żoną Emily i ich synkiem Conradem odwiedzają obóz dla internowanych w Afryce Południowej podczas drugiej wojny burskiej. Emily zostaje śmiertelnie ranna podczas ataku snajperskiego Burów na obóz. Przed śmiercią Emily wymaga na Orlando obietnicę, że Conrad nigdy więcej nie zobaczy wojny.
Dwanaście lat później Orlando utworzył prywatną siatkę szpiegowską składającą się ze służących zatrudnionych przez najpotężniejszych dygnitarzy świata i zwerbował do niej swoich własnych służących, Sholę i Polly. Głównym celem sieci jest ochrona Wielkiej Brytanii i Imperium Brytyjskiego przed nadchodzącą Wielką Wojną. Conrad chce zaciągnąć się do wojska, ale Orlando zabrania mu wstąpienia do armii brytyjskiej i przekonuje Lorda Kitchenera, ministra wojny, aby do tego nie dopuścił.
Na polecenie Kitchenera Conrad i Orlando jadą z arcyksięciem Franciszkiem Ferdynandem przez Sarajewo. Conrad ratuje arcyksięcia przed bombą rzuconą przez Gavrilo Principa, buntownika, który ma za zadanie wywołać wojnę. Princip później przypadkowo natrafia na arcyksięcia i udaje mu się tym razem go zabić. Orlando odkrywa, że Princip jest częścią „Stada”, grupy, która chce skłócić pomiędzy sobą trzy mocarstwa: Cesarstwo Niemieckie, Imperium Rosyjskie i Imperium brytyjskie. Stado ma swoją siedzibę na odosobnionym klifie i jest kierowane przez „Pasterza”, którego ostatecznym celem jest uzyskanie niepodległości Szkocji. Wśród jego agentów jest rosyjski mistyk Grigorij Rasputin, zaufany doradca cara Rosji, Mikołaja.
Na rozkaz Pasterza, Rasputin zatruwa młodego syna cara Mikołaja, Aleksego, tylko po to, aby go wyleczyć w zamian za obietnicę Mikołaja, że nie będzie angażował się w wojnę. Kuzyn Conrada, Feliks Jusupow, informuje go o manipulacji Rasputina. Będąc świadomym, że front zachodni będzie bezbronny w przypadku wycofania się Rosji z wojny, Conrad informuje o tym Kitchenera i jego adiutanta Mortona. Wyruszają oni do Rosji, jednak ich statek zostaje storpedowany przez łódź podwodną i zatopiony. Kiedy Conrad zostaje poinformowany o śmierci Kitchenera, decyduje się on na podróż do Rosji z Sholą, Polly i Conradem, by rozprawić się z Rasputinem. Orlando, Shola, Conrad i Polly po wyczerpującej walce zabijają Rasputina podczas przyjęcia bożonarodzeniowego zorganizowanego przez księcia Feliksa. Jeszcze tego samego wieczoru, podczas świętowania swoich dziewiętnastych urodzin, Conrad informuje ojca o swoich planach wstąpienia do wojska.
Erik Jan Hanussen, doradca cesarza Wilhelma II, na rozkaz Pasterza wysyła telegram z planem, że odwróci uwagę Wielkiej Brytanii i Stanów Zjednoczonych. Pomimo że wiadomość zostaje przechwycona przez brytyjski wywiad i odszyfrowana przez Polly, prezydent Woodrow Wilson odmawia przyłączenia się do wojny powołując się na brak konkretnych dowodów. Pasterz rekrutuje do Stada Włodzimierza Lenina, nakazuje mu obalić cara i wycofać Rosję z wojny. Zostaje wysłany zabójca do zamordowania rodziny Romanowów.
Wbrew woli ojca pełnoletni Conrad zostaje powołany do Brygady Grenadierów. Orlando jednak przekonuje króla Jerzego V, by przeniósł go do Londynu. Zdeterminowany do walki Conrad zamienia się miejscami z żołnierzem o imieniu Archie Reid nadając mu przydomek „Lancelot”, by przekazał ojcu wiadomość. Przebrany za Archiego Conrad zgłasza się na ochotnika do misji odzyskania informacji od rannego brytyjskiego agenta. Po powrocie zostaje wzięty za szpiega niemieckiego i zastrzelony, jednak odzyskane przez niego informacje potwierdziły autentyczność telegramu.
Po tym, jak Wilson ponownie odmawia przystąpienia do wojny, Orlando odkrywa, że prezydent jest szantażowany filmem, w którym uwodzi go agentka Pasterza, Mata Hari. Postanawia go odzyskać. Po pokonaniu Hari w ambasadzie amerykańskiej w Londynie, Orlando odkrywa, że jej kaszmirowy szal jest wykonany z rzadkiej wełny występującej tylko w określonym górzystym regionie, w który, jak się okazuje ma swoją siedzibę operacyjną także Pasterz. Orlando, Shola i Polly udają się na miejsce. Okazuje się, że Pasterzem jest Morton, który sfingował własną śmierć. Orlando oraz Shola stawiają mu czoła i ostatecznie zabijają, a w tym czasie Polly odzyskuje film. Zostaje on dostarczony Wilsonowi, który go niszczy i przygotowuje do mobilizacji wojska amerykańskie.
Rok po wojnie Orlando kupuje sklep krawiecki „Kingsman” jako przykrywkę dla swojej organizacji szpiegowskiej. Orlando, Shola, Polly, Jerzy V, Reid i ambasador Stanów Zjednoczonych w Wielkiej Brytanii tworzą pierwszy skład Kingsman, a każdy z nich, dla uczczenia pamięci Conrada, przybiera pseudonim z legendy o królu Arturze. W scenie pomiędzy napisami Hanussen przejmuje funkcję Pasterza; przedstawia Leninowi młodego Adolfa Hitlera.

## Obsada
- Ralph Fiennes jako Orlando Oxford, książę Oxfordu, arystokrata i przywódca siatki szpiegowskiej[8][9].
- Gemma Arterton jako Polly Wilkins, pokojówka pracująca dla Orlando i członek jego siatki szpiegowskiej[8][9].
- Rhys Ifans jako Grigorij Rasputin, osobisty lekarz cara Mikołaja i agent pracujący dla Pasterza[8]
- Matthew Goode jako Maximilian Morton, oficer armii brytyjskiej dążący do odzyskania niepodległości przez Szkocję. Okazuje się być Pasterzem[8][9].
- Tom Hollander jako Jerzy V, król Imperium brytyjskiego; Wilhelm II Hohenzollern, cesarz Niemiec oraz Mikołaj II Romanow, car Rosji[8][9].
- Harris Dickinson jako Conrad Oxford[8], syn Orlanda, który zamienia się miejscami z innym żołnierzem, by walczyć w Wielkiej Wojnie[8][9]. Alexander Shaw zagrał Conrada jako dziecko[9].
- Daniel Brühl jako Erik Jan Hanussen, okultysta i zastępca Pasterza[8][9].
- Djimon Hounsou jako Shola, lokaj pracujący dla Orlando i członek jego siatki szpiegowskiej[8][9].
- Charles Dance jako Herbert Kitchener, brytyjski minister wojny[8][9].

W filmie ponadto wystąpili: Aaron Taylor-Johnson jako Archie Reid, żołnierz, z którym Conrad zamienił się miejscami; Alexandra Maria Lara jako Emily Oxford, matka Conrada i żona Orlanda; Stanley Tucci jako ambasador Stanów Zjednoczonych w Wielkiej Brytanii; Alison Steadman jako Rita, sekretarka ambasadora; Aaron Vodovoz jako Feliks Jusupow, arystokrata rosyjski i kuzyn Conrada; Robert Aramayo jako Atkins, sierżant w armii brytyjskiej; Ron Cook jako Franciszek Ferdynand, austriacki arcyksiążę; Barbara Drennan jako Zofia, żona Franciszka Ferdynanda; Branka Katić jako Aleksandra Fiodorowna, żona cara Mikołaja; Alexander Shefler jako Aleksy, syn Mikołaja i Aleksandry; Ian Kelly jako Woodrow Wilson, prezydent Stanów Zjednoczonych oraz Neil Jackson jako kapitan Forrest, brytyjski agent.
Agentów Pasterza zagrali również: Todd Boyce jako Alfred DuPont, amerykański przemysłowiec; Valerie Pachner jako Mata Hari, kobieta, której zadaniem było uwiedzenie Wilsona; Joel Basman jako Gavrilo Princip, student i zabójca; August Diehl jako Włodzimierz Lenin, założyciel Związku Radzieckiego oraz Olivier Richters jako Huge Machinery Shack Guard (H.M.S.G.). W scenie pomiędzy napisami pojawił się David Kross jako Adolf Hitler.

## Produkcja

### Rozwój projektu

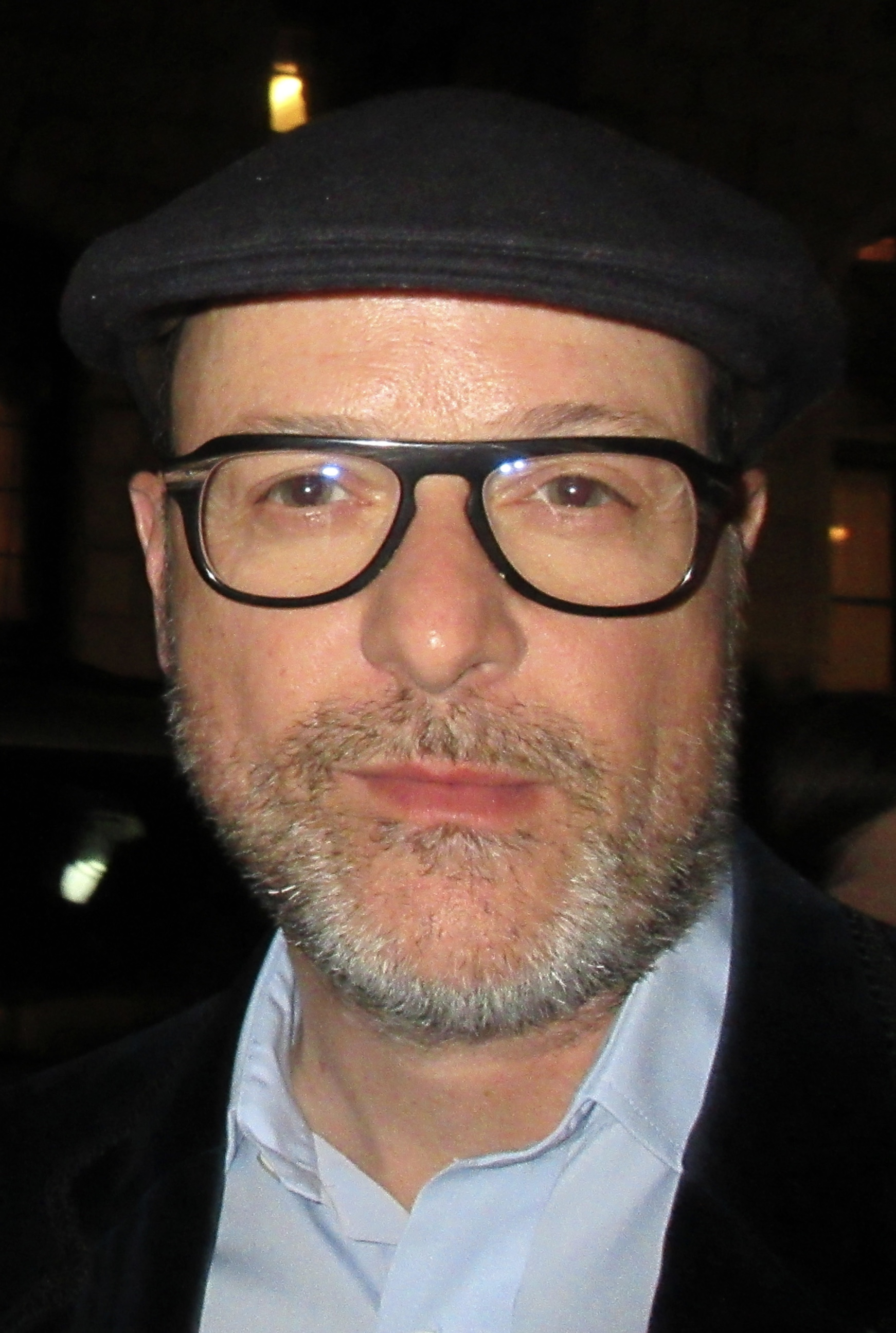
Reżyser i współscenarzysta filmu, Matthew Vaughn

W czerwcu 2018 roku ujawniono, że planowany jest prequel serii Kingsman w reżyserii Matthew Vaughna, który ma być również jego producentem i scenarzystą, a wyprodukowany ma on zostać przez wytwórnię Vaughna, Marv Studios. Pojawiła się wtedy informacja, że film ma być zatytułowany Kingsman: The Great Game, a jego akcja ma być osadzona na początku XX wieku. We wrześniu tego samego roku poinformowano, że będzie to okres pierwszej wojny światowej oraz wyznaczono datę amerykańskiej premiery na 8 listopada 2019 roku. Miesiąc później przesunięto ją o tydzień później. W listopadzie ujawniono, że film jeszcze nie ma tytułu.
W lutym 2019 roku poinformowano, że Karl Gajdusek będzie pracować z Vaughnem nad scenariuszem, a Adam Bohling i David Reid będą również producentami filmu. Również wtedy uległa zmianie data amerykańskiej premiery - ustalono ją na 14 lutego 2020 roku. W czerwcu ujawniono, że film będzie zatytułowany The King’s Man. W listopadzie premiera filmu ponownie została opóźniona i wyznaczona na 18 września 2020. Wskutek pandemii COVID-19, w sierpniu 2020 roku została przesunięta ponownie, na luty 2021, a w grudniu – na marzec. Od stycznia 2021 roku przesuwano jeszcze dwukrotnie amerykańską datę premiery, ostatecznie wyznaczając ją na 22 grudnia 2021 roku.

### Casting
We wrześniu 2018 roku pojawiły się doniesienia, że Ralph Fiennes i Harris Dickinson zagrają główne role w filmie. W listopadzie potwierdzono ich udział; ujawniono, że Rhys Ifans i Matthew Goode negocjują role w filmie oraz że do obsady dołączyli Daniel Brühl i Charles Dance. W lutym 2019 roku ujawniono, że Ifans i Goode dołączyli do obsady razem z Aaronem Taylorem-Johnsonem, Gemmą Arterton, Tomem Hollanderem, Djimonem Hounsou, Stanleyem Tuccim, Robertem Aramayo i Neilem Jacksonem. W kwietniu poinformowano, że Alexandra Maria Lara zagra w filmie. W maju pojawiła się informacja, że Liam Neeson otrzymał rolę w filmie, jednak Matthew Vaughn zdementował tę informację. W tym samym miesiącu ujawniono również, że do obsady dołączył Joel Basman.

### Zdjęcia i postprodukcja
Zdjęcia do filmu rozpoczęły się w kwietniu 2019 roku pod roboczym tytułem The Outfit i zakończyły się po 85 dniach. Zrealizowano je w Longcross Studios i Hankley Common w hrabstwie Surrey w Wielkiej Brytanii, oraz w Turynie i Venaria Reale we Włoszech. Za zdjęcia odpowiadał Ben Davis, scenografią zajął się Darren Gilford, a kostiumy zaprojektowała Michele Clapton.
Za montaż odpowiadał Jason Ballantine i Robert Hall. Efekty specjalne przygotowały studia: BUF Compagnie, Framestore, Rhythm and Hues Studios, Rise FX i Weta Digital, a odpowiadał za nie Angus Bickerton.

## Muzyka
30 września 2019 roku ujawniono, że Matthew Margeson i Dominic Lewis skomponują muzykę do filmu. Album, The King’s Man (Original Motion Picture Soundtrack), został wydany 22 grudnia 2022 roku przez Hollywood Records.
| The King’s Man (Original Motion Picture Soundtrack) – 2021 | The King’s Man (Original Motion Picture Soundtrack) – 2021 | The King’s Man (Original Motion Picture Soundtrack) – 2021 | The King’s Man (Original Motion Picture Soundtrack) – 2021 |
| Nr                                                         | Tytuł utworu                                               | Autor                                                      | Długość                                                    |
| ---------------------------------------------------------- | ---------------------------------------------------------- | ---------------------------------------------------------- | ---------------------------------------------------------- |
| 1.                                                         | „The King’s Man”                                           | M. Margeson, D. Lewis                                      | 4:16                                                       |
| 2.                                                         | „The Promise”                                              | M. Margeson, D. Lewis                                      | 3:35                                                       |
| 3.                                                         | „Savile Row”                                               | M. Margeson, D. Lewis                                      | 1:49                                                       |
| 4.                                                         | „Oxfords, Not Rogues”                                      | M. Margeson, D. Lewis                                      | 3:31                                                       |
| 5.                                                         | „My Shepherd”                                              | M. Margeson, D. Lewis                                      | 4:33                                                       |
| 6.                                                         | „We Three Kings”                                           | M. Margeson, D. Lewis                                      | 3:06                                                       |
| 7.                                                         | „Cost of War”                                              | M. Margeson, D. Lewis                                      | 3:26                                                       |
| 8.                                                         | „The Lord’s Vessel”                                        | M. Margeson, D. Lewis                                      | 2:20                                                       |
| 9.                                                         | „Network of Domestics”                                     | M. Margeson, D. Lewis                                      | 4:28                                                       |
| 10.                                                        | „Let Me Lick Your Wounds”                                  | M. Margeson, D. Lewis                                      | 3:23                                                       |
| 11.                                                        | „Dance on Your Graves”                                     | M. Margeson, D. Lewis                                      | 4:10                                                       |
| 12.                                                        | „Cracking the Code”                                        | M. Margeson, D. Lewis                                      | 3:06                                                       |
| 13.                                                        | „We Shall Not Sleep”                                       | M. Margeson, D. Lewis                                      | 3:39                                                       |
| 14.                                                        | „Silent Knife”                                             | M. Margeson, D. Lewis                                      | 4:26                                                       |
| 15.                                                        | „Crying Conrad”                                            | M. Margeson, D. Lewis                                      | 2:19                                                       |
| 16.                                                        | „Lionheart”                                                | M. Margeson, D. Lewis                                      | 1:55                                                       |
| 17.                                                        | „Dulce et Decorum est”                                     | M. Margeson, D. Lewis                                      | 4:57                                                       |
| 18.                                                        | „Skydiving”                                                | M. Margeson, D. Lewis                                      | 2:45                                                       |
| 19.                                                        | „Goliath”                                                  | M. Margeson, D. Lewis                                      | 2:43                                                       |
| 20.                                                        | „Out of the Shadows”                                       | M. Margeson, D. Lewis                                      | 1:56                                                       |
| 21.                                                        | „Crooked Blade”                                            | M. Margeson, D. Lewis                                      | 2:14                                                       |
| 22.                                                        | „Victoria Cross”                                           | M. Margeson, D. Lewis                                      | 3:09                                                       |
| 23.                                                        | „Knights of the Roundtable”                                | M. Margeson, D. Lewis                                      | 3:49                                                       |
| 24.                                                        | „The New Flock”                                            | M. Margeson, D. Lewis                                      | 2:26                                                       |
|                                                            |                                                            |                                                            | 1:18:01                                                    |

## Wydanie
Światowa premiera filmu King’s Man: Pierwsza misja miała miejsce 6 grudnia 2021 roku w Londynie, podczas której pojawiła się obsada i ekipa produkcyjna filmu oraz zaproszeni specjalni goście.
Dla szerszej publiczności film zadebiutował 22 grudnia 2021 roku w Stanach Zjednoczonych, Kanadzie, Korei Południowej i Portugalii. Do końca miesiąca pojawił się w Japonii, Wielkiej Brytanii, Francji, Belgii, Tajwanie, Meksyku i Hiszpanii. Od 5 stycznia 2022 roku dostępny był w Niemczech, Austrii, Polsce i we Włoszech. 6 stycznia zadebiutował w Australii, Nowej Zelandii, Argentynie i Brazylii. Do końca stycznia dostępny był w Turcji, Holandii, Chile, Rosji, Indiach i na Filipinach. 10 lutego pojawił się na Słowacji i Ukrainie.
Amerykańska data premiery była zmieniana kilkukrotnie. Początkowo została zapowiedziana na 8 listopada 2019 roku, później przesunięto ją na: 15 listopada 2019, 14 lutego 2020, 18 września 2020, 26 lutego 2021, 12 lutego 2021, 12 marca 2021, 20 sierpnia 2021 oraz ostatecznie 22 grudnia 2021.

## Odbiór

### Box office
Film przy budżecie szacowanym na 95 milionów dolarów zarobił w weekend otwarcia w Stanach Zjednoczonych i Kanadzie niecałe 6 milionów. W sumie przychody z kin dla Pierwszej misji wyniosły globalnie prawie 126 milionów, w tym ponad 700 tysięcy z Polski.

### Krytyka w mediach
Film spotkał się z mieszaną reakcją krytyków. W serwisie Rotten Tomatoes 41% z 179 recenzji uznano za pozytywne, a średnia ocen wystawionych na ich podstawie wyniosła 5,1/10. Na portalu Metacritic średnia ważona ocen z 40 recenzji wyniosła 44 punkty na 100. Natomiast według serwisu CinemaScore, zajmującego się mierzeniem atrakcyjności filmów w Stanach Zjednoczonych, publiczność przyznała mu ocenę B+ w skali od F do A+.
Owen Gleiberman z „Variety” ocenił, że „trzeci film Kingsman jest równie fantazyjnie kiepski, jak jego poprzednie części”. Simran Hans z „The Guardian” stwierdził, że jest „to zabawny kawałek historycznego rewizjonizmu, gdy okazuje się, że wojna została zaplanowana przez mrocznego złoczyńcę ze szkockim akcentem, zdeterminowanego, by obalić imperium brytyjskie”. Olly Richards z „Empire Magazine” napisał, że „Vaughn dostaje dużo punktów za wyobraźnię, ale potem sporo traci za to, że nie wie, kiedy przestać. Czasami wybuchowy, King’s Man: Pierwsza misja mógł poświęcić część fabuły na rzecz większej ilości komedii”. Frank Scheck z „The Hollywood Reporter” stwierdził, że „rezultat może zniechęcić niektórych fanów Kingsman, ale ci, którzy chcą zaakceptować większe ambicje tematyczne i stylistyczne tej części, znajdą wiele do zasmakowania, w tym poruszającą główną rolę Ralpha Fiennesa”. Jeannette Catsoulis z „The New York Times” napisała, że „każdy film, który w napisach końcowych wymienia osoby takie jak choreograf tańca Rasputina, zasługuje przynajmniej na obejrzenie. I, żeby być uczciwym, „King’s Man: Pierwsza misja” – prequel podrasowanej serii Matthew Vaughna o elitarnych brytyjskich szpiegach z siedzibą na Savile Row – ma więcej niż wirującego mnicha w nienagannie skrojonym rękawie”. Ian Sandwell z Digital Spy ocenił, że jest to „dobry, staromodny brytyjski blockbuster, który choć nie jest bezbłędny, dostarcza szpiegowskich emocji i wielkich niespodzianek (...) Podczas gdy wcześniej seria traktowała przemoc jako formę żartu, prequel ma bardziej ponury ton i jest w nim poziom emocji, którego brakowało poprzednim filmom”.
Anna Tatarska z portalu Onet.pl stwierdziła, że „to ubrane w efektowny kostium rozważania o koszmarze wojny, która tylko w rządowej narracji jest wydarzeniem bohaterskim. Dziś, obok całej swojej wartości rozrywkowej, "Pierwsza misja" to też opowieść o niepohamowanej, destrukcyjnej żądzy władzy”. Marcin Prymas z Filmwebu ocenił, że „podobnie jak w poprzednich częściach, Vaughn umiejętnie łączy pastisz rozmaitych konwencji z szacunkiem dla gatunkowych reguł kina szpiegowskiego i superbohaterskiego”. Jakub Przywoźny z „Movies Room” napisał, że „seans był świetny, na pewno jest to film, na który wybiorę się ponownie w dniu premiery. Jeśli szukacie świetnej akcji oraz ciekawie poprowadzonej historii, która często zmierza w niespodziewanym kierunku, nie będąc jednocześnie zbyt wymagającą, to jest to film dla was. Jest to kawał porządnej rozrywki i myślę, że się nie zawiedziecie”.